# 海州港站
海州港站（朝鲜语：해주항역；）曾为朝鲜铁路黃海青年線上的一个车站，位于黄海南道海州市，启用及废止时间不明。